# Unité urbaine d'Ydes
L'unité urbaine d'Ydes est une unité urbaine française qui fait partie du département du Cantal et de la région Auvergne-Rhône-Alpes.

## Données globales
En 2010, selon l'Insee, l'unité urbaine était composée de deux communes.
En 2020, à la suite d'un nouveau zonage, elle est composée des deux mêmes communes, toutes les deux situées dans le département du Cantal, plus précisément dans l'arrondissement de Mauriac.
En 2022, avec 2 656 habitants, elle représente la 5e unité urbaine du département du Cantal, devancée par les agglomérations d'Aurillac, de Saint-Flour, de Mauriac et de Maurs.
En 2022, sa densité de population s'élève à 59 hab/km2. Par sa superficie, elle représente 0,79 % du territoire départemental et, par sa population, elle regroupe 1,84 % de la population du département du Cantal.

## Composition 2020 de l'unité urbaine
L'unité urbaine d'Ydes est composée de deux communes :
| Nom                 | Code Insee | Département | Statut       | Superficie (km2) | Population (dernière pop. légale) | Densité (hab./km2) | Modifier                                    |
| ------------------- | ---------- | ----------- | ------------ | ---------------- | --------------------------------- | ------------------ | ------------------------------------------- |
| Ydes (ville-centre) | 15265      | Cantal      | ville-centre | 17,36            | 1 633 (2022)                      | 94                 | modifier les données · modifier les données |
| Champagnac          | 15037      | Cantal      | banlieue     | 28,01            | 1 023 (2022)                      | 37                 | modifier les données · modifier les données |

## Évolution démographique
L'évolution démographique ci-dessous concerne l'unité urbaine selon le périmètre défini en 2020.
| 1968  | 1975  | 1982  | 1990  | 1999  | 2006  | 2011  | 2016  | 2022  |
| ----- | ----- | ----- | ----- | ----- | ----- | ----- | ----- | ----- |
| 3 427 | 3 388 | 3 362 | 3 304 | 3 100 | 3 003 | 2 884 | 2 827 | 2 656 |

## Pour approfondir

#### Données générales
- Unité urbaine
- Aire d'attraction d'une ville
- Liste des unités urbaines de France

#### Données démographiques en rapport avec l'unité urbaine d'Ydes
- Aire d'attraction de Bort-les-Orgues
- Arrondissement de Mauriac
- Canton d'Ydes

#### Données démographiques en rapport avec le Cantal
- Démographie du Cantal
- Unités urbaines dans le Cantal